# 李暹 (成化壬辰進士)
李暹（1436年—？），字伯暘，順天府大興縣人，留守左衛軍籍。明朝政治人物。進士出身。
順天府鄉試第十三名。成化八年（1472年）壬辰科會試第五十二名，殿試登進士第三甲第一百三十三名。授翰林院檢討。曾祖父李孝義，曾任元萬戶。祖父李淨然。父亲李清。